# ダグラス郡区 (アイオワ州アパヌース郡)
ダグラス郡区は、アメリカ合衆国、アイオワ州、アパヌース郡にある18の郡区の一つである。2000年の国勢調査で、人口は188人だった。

## 地理
ダグラス郡区は、55.5平方キロメートル（21.42平方マイル)で、組み込まれている自治体(incorporated settlements)は存在しない。アメリカ地質調査所によると、この郡区はBryantとHaynesとMartinとSalemの4つの霊園が含まれている。